# De Hoge Rielen
De Hoge Rielen is een educatief jeugdcentrum van 230 ha in Kasterlee dat eigendom is van de Vlaamse Gemeenschap en in haar opdracht wordt beheerd door de vzw ADJ. Verschillende groepen kunnen er tegelijkertijd te gast zijn in 17 verblijfsgebouwen, een hostel (jeugdherberg) en op de 15 kampeergronden.
Op dit voormalige militaire domein staan vele loodsen die dienstdeden als munitie-opslagplaats. Velen zijn ondertussen herbouwd tot educatieve lokalen of slaappaviljoenen. In 1999 ontwikkelde toenmalig Vlaams bouwmeester 'bOb' Van Reeth een langetermijnvisie voor het domein. Uit verschillende studiebureaus werd nadien Secchi&Vigano geselecteerd om een masterplan te ontwikkelen. In 2022 werd het masterplan door studio Paola Viganò geactualiseerd. Momenteel is dit masterplan in uitvoering.
Sinds 2010 bevindt zich op het domein een audiovisueel kunstwerk van Fiona Tan, A Fool's Paradise.